# 奧爾蒂斯島
奧爾蒂斯島（英語：Ortiz Island），是南極洲的島嶼，位於特里尼蒂半島附近，處於拉戈島東端以南0.4公里，屬於迪羅克群島的一部分，現時由南極條約體系管理。